# Ланге, Самуэль де (старший)
Самуэль де Ланге старший (нидерл. Samuel de Lange sr.; 9 июня 1811, Роттердам — 15 мая 1884, Роттердам) — нидерландский органист и композитор. Отец Самуэля де Ланге младшего и Даниэля де Ланге.
С десятилетнего возраста работал в органостроительной фирме Рейхнера. В разное время учился у заметных роттердамских музыкантов, в том числе органиста И. Б. Бремера и пианиста Карла Мюленфельдта, изучал также теорию и контрапункт под руководством К. Ф. Хоммерта (1811—1838). С 1833 года органист Валлонской церкви на улице Хоогстрат, с 1854 г. — Южной церкви в районе Гласхавен и наконец с 1864 г. до конца жизни — роттердамского собора Святого Лаврентия. Кроме того, с 1830 года на протяжении более чем полувека де Ланге играл на карильоне — по вторникам и субботам в соборе Святого Лаврентия, а по четвергам в ратуше.
В 1840 г. вместе с Яном и Георгом Рейкенами основал торговый дом Rijken & De Lange, продававший в Роттердаме фортепиано.
В 1877 году в связи с 50-летием исполнительской карьеры король Виллем II произвёл де Ланге в кавалеры Ордена Дубовой короны.
В репертуаре де Ланге преобладали сочинения Баха, Генделя, Мендельсона, Шумана, Листа, обращался он и к произведениям старых мастеров — Фрескобальди, Муффата. В 1870 году он выступил инициатором создания Нидерландского Баховского общества, в которое вступили также оба его сына, воспитанные в благоговении перед Бахом (первые восемь тактов одной из баховских токкат висели на стене в их детской комнате).
Композиторское наследие де Ланге включает преимущественно органные сочинения, некоторое количество фортепианной и хоровой музыки, его творческая манера отмечена несомненным влиянием Мендельсона. В настоящее время наибольшей популярностью у нидерландских органистов пользуется соната для органа № 2 (Соната-фантазия): её записали Гонни ван дер Матен, Арно ван Вейк, Дик Сандерман.